# Le Pouce (berg i Mauritius)
Le Pouce är ett berg i Mauritius. Det ligger i den västra delen av landet, 5 km sydost om huvudstaden Port Louis. Toppen på Le Pouce är 247 meter över havet. Le Pouce ligger på ön Mauritius.
Terrängen runt Le Pouce är kuperad norrut, men söderut är den platt. Runt Le Pouce är det ganska tätbefolkat, med 230 invånare per kvadratkilometer. Närmaste större samhälle är Port Louis, 5,1 km nordväst om Le Pouce. Omgivningarna runt Le Pouce är en mosaik av jordbruksmark och naturlig växtlighet.